# Flora de la isla San Pedro (Georgia del Sur)

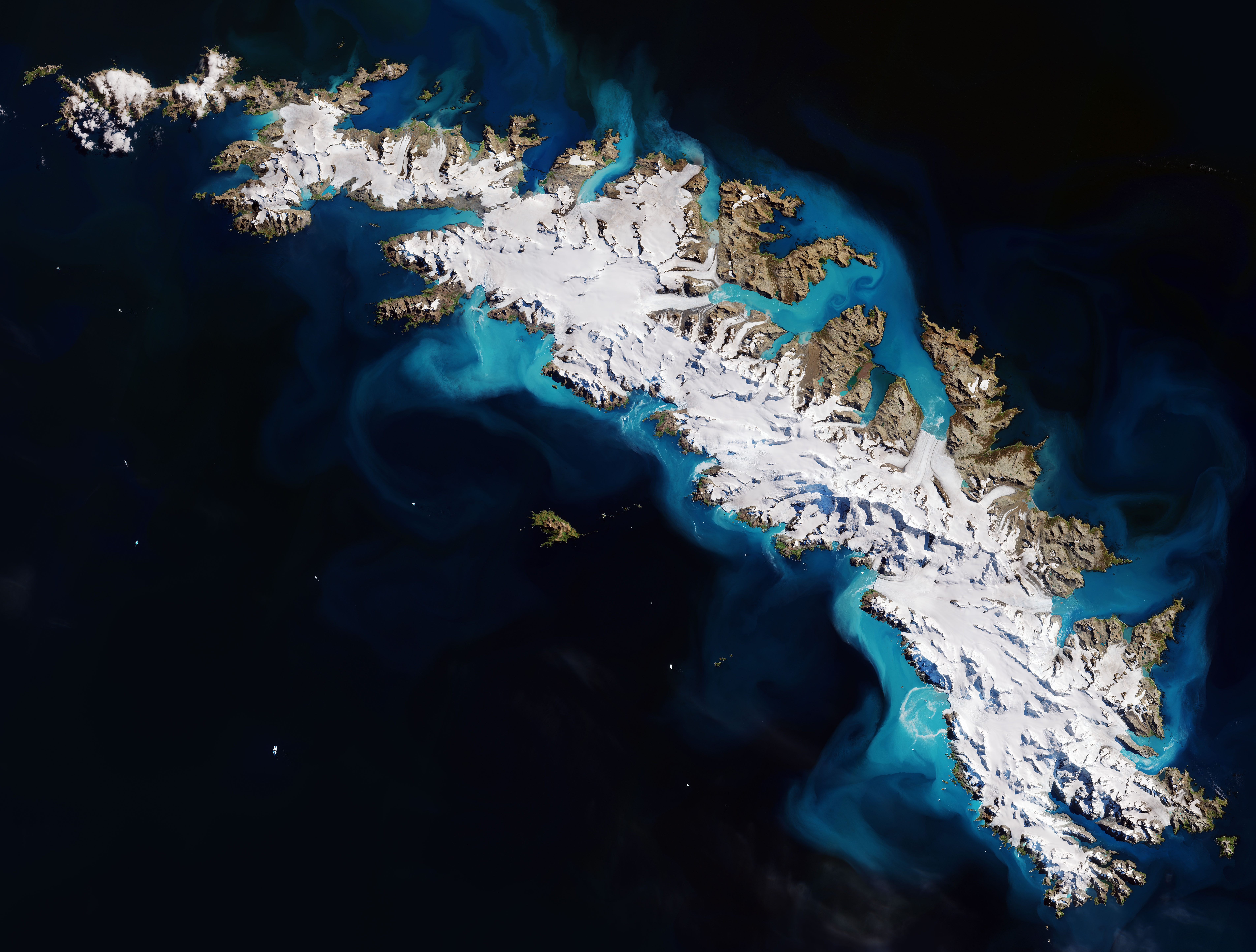
Imagen satelital de la isla San Pedro, en el archipiélago de las islas Georgias del Sur.

Esta es una lista de la flora de la isla San Pedro, una isla subantártica del océano Atlántico, perteneciente al archipiélago de las islas Georgias del Sur, del cual es la isla de mayor superficie y cuya soberanía está en litigio entre Argentina, y la nación que lo administra, el Reino Unido, quien lo incluye en el Territorio británico de ultramar de las Islas Georgias del Sur y Sandwich del Sur.

## Plantas productoras de esporas
- Blechnum penna-marina
- Cystopteris fragilis
- Grammitis poeppigiana
- Hymenophyllum falklandicum
- Lycopodium magellanicum
- Ophioglossum crotalophoroides
- Polystichum mohrioides

## Fanerógamas
- Acaena magellanica
- Acaena magellanica × tenera
- Acaena tenera

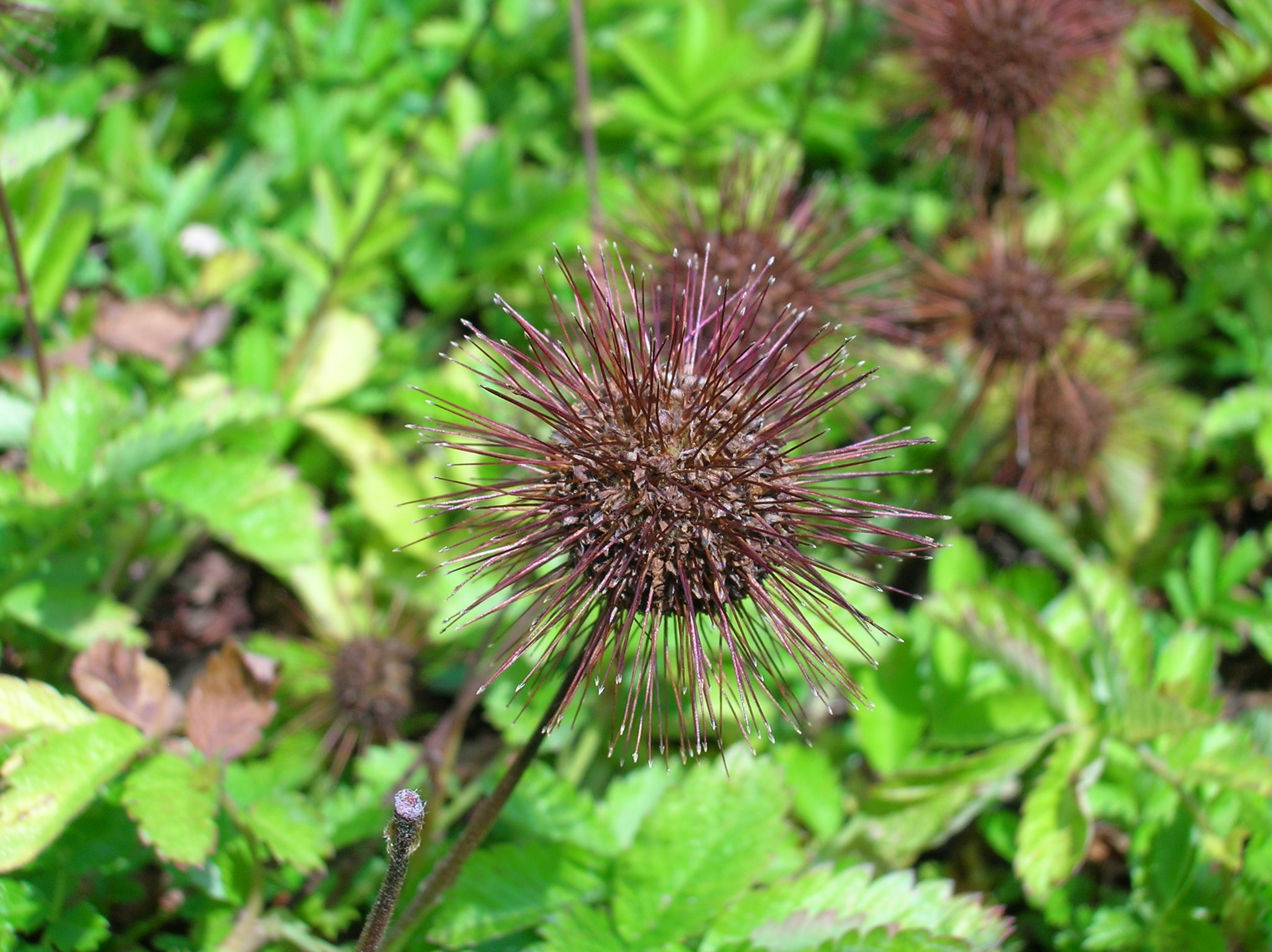
Acaena magellanica.

- Achillea millefolium (naturalizada)
- Achillea ptarmica (naturalizada)
- Agrostis canina (naturalizada)
- Agrostis capillaris (naturalizada)
- Alchemilla monticola (naturalizada)
- Alopecurus geniculatus (naturalizada)
- Alopecurus magellanicus
- Anthoxanthum odoratum (naturalizada)
- Anthriscus sylvestris (naturalizada)
- Avena fatua (naturalizada)
- Avenella flexuosa
- Callitriche antarctica
- Capsella bursa-pastoris
- Cardamine hirsuta
- Carex aquatilis
- Carex parviflora
- Carum carvi
- Cerastium fontanum
- Colobanthus quitensis
- Colobanthus subulatus
- Deschampsia antarctica
- Deschampsia cespitosa
- Elytrigia repens
- Empetrum rubrum
- Festuca contracta
- Festuca ovina
- Festuca rubra
- Galium antarcticum
- Hieraceum
- Hypericum
- Juncus filiformis
- Juncus inconspicuous
- Juncus scheuchzerioides
- Lolium temulentum
- Lotus corniculatus
- Montia fontana
- Nardus stricta
- Phleum alpinum
- Phleum pratense
- Pisum sativum
- Poa annua
- Poa flabellata
- Poa pratensis
- Poa trivialis
- Pratia repens
- Ranunculus acris
- Ranunculus biternatus
- Ranunculus repens
- Rostkovia magellanica
- Rumex acetosella
- Rumex crispus
- Senecio vulgaris
- Solanum tuberosum
- Stellaria graminea
- Stellaria media
- Taraxacum officinale
- Thlapsis arvense
- Trifolium repens
- Uncinia macrolepis
- Urtica urens
- Vaccinium vitis-idaea
- Veronica persica